# Čengić
Pour le patronyme bosniaque, voir Čengić.
Čengić (en serbe cyrillique : Ченгић) est un village de Bosnie-Herzégovine. Il est situé sur le territoire de la ville de Bijeljina et dans la république serbe de Bosnie. Selon les premiers résultats du recensement bosnien de 2013, il compte 936 habitants.

## Démographie

### Évolution historique de la population dans la localité
| 1948  | 1953  | 1961  | 1971  | 1981  | 1991  | 2013 |
| ----- | ----- | ----- | ----- | ----- | ----- | ---- |
| 1 090 | 1 182 | 1 331 | 1 362 | 1 336 | 1 284 | 936  |

|  |